# Las Playas, Veracruz
Las Playas är en ort i Mexiko.   Den ligger i kommunen Isla och delstaten Veracruz, i den sydöstra delen av landet, 400 km öster om huvudstaden Mexico City. Las Playas ligger 74 meter över havet och antalet invånare är 157.
Terrängen runt Las Playas är platt. Runt Las Playas är det ganska glesbefolkat, med 27 invånare per kvadratkilometer. Närmaste större samhälle är Juan Rodríguez Clara, 11,5 km öster om Las Playas. Omgivningarna runt Las Playas är en mosaik av jordbruksmark och naturlig växtlighet.